# Castell de Granyanella
Les restes del castell de Granyanella es troben al cim del tossal sota el qual s'agrupa el poble. És un edifici declarat bé cultural d'interès nacional.

## Història
Segons l'historiador cerverí Agustí Duran i Sanpere, la construcció tant d'aquest castell com d'altres de la mateixa comarca, fou deguda a la necessitat del comte de Barcelona de tenir ben defensades les vores del camí que seguia el curs del riu Ondara, ja que en ple segle xi aquest camí era amenaçat pels sarraïns i calia defensar-lo per dur endavant la reconquesta.
El lloc de Granyanella estava inclòs els primers temps de la repoblació dins el terme primitiu de Cervera. Se'n desprengué al segle xi per formar un terme casteller independent. Els primers senyors coneguts del castell són els Cervera que cediren el terme a diversos castlans. Els Cervera de Granyanella formaven una línia secundària dels Cervera, iniciada per Berenguer, senyor de Granyanella i Vilagrasseta, mort després del 1127. Castlà o feudatari d'aquest castell devia ser Ramon d'Anglesola, el qual el 1171 donà el castell a la seva neboda Ferrera de la Guàrdia.
El 1230 Berenguer de Cervera va concedir unes franqueses als habitants, eximint-los dels mals usos d'intestia, eixorquia, cugucia, dels lluïsmes i altres càrregues senyorials. Encara era dels Cervera el 1250, any en què n'eren senyors Arnau de Cervera i la seva esposa Maria de Cervelló. El 1283 Pere d'Anglesola va vendre el castell a Bernat de Cervera, abat de Poblet, per 2 500 morabatins. L'any 1392 Poblet arrodoní els seus drets sobre Granyanella i en fou senyor fins a l'abolició dels senyorius al segle xix.

## Arquitectura

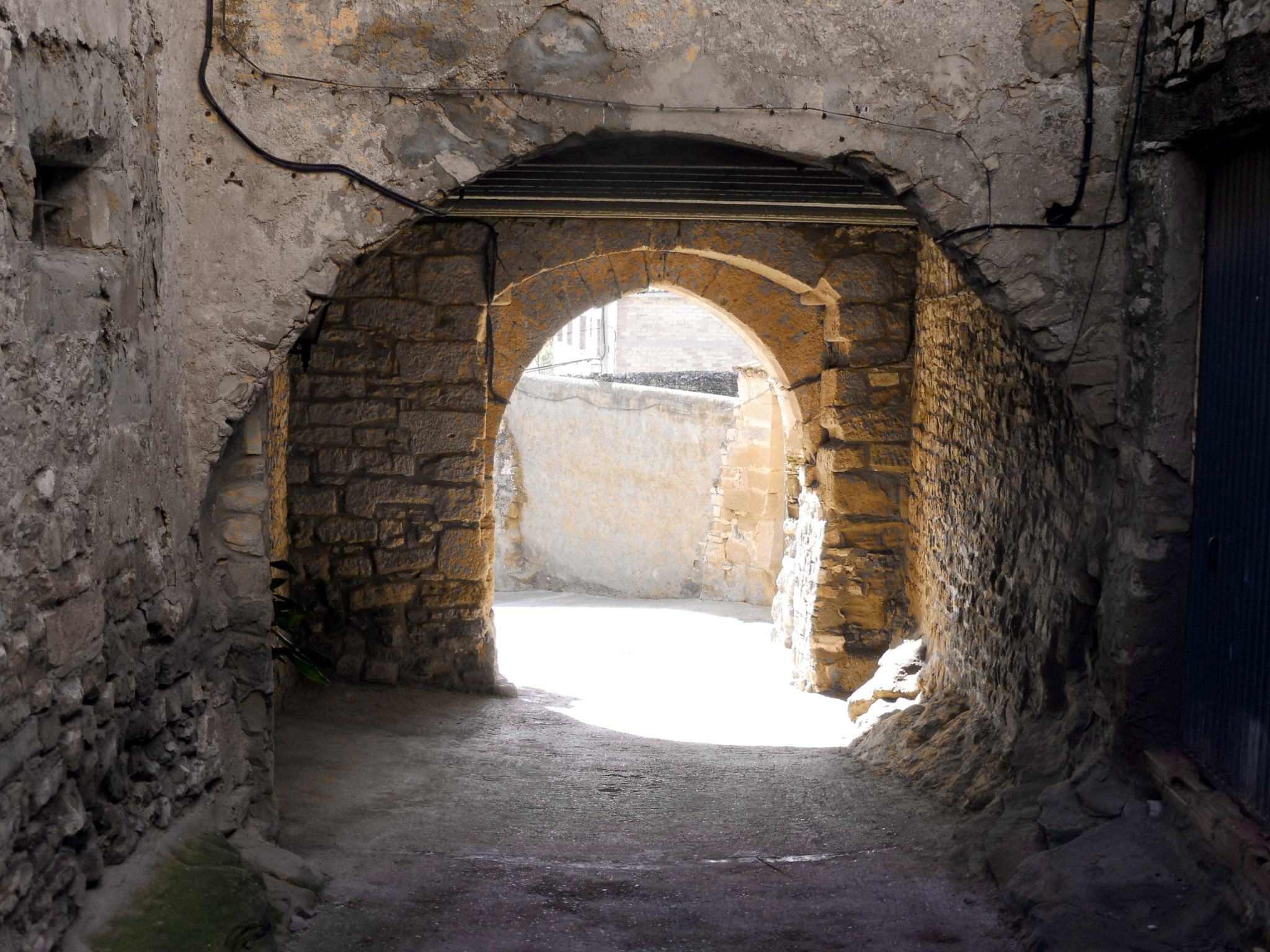
Portal de la Vila Closa (2017)

Del castell que presidia el poble de Granyanella no resta pràcticament res. Al turó on hi havia el castell, ple de vegetació, s'hi ha instal·lat el dipòsit de la població i és envoltat per les cases més antigues del poble. Destaca a l'est un pany de paret de 6 m de llargada i 4 m d'alçada, fet de carreus quadrangulars no gaire grans que donen certa homogeneïtat a les filades inferior, ja que per dalt sembla refet. És l'única estructura que es pot identificar amb l'antiga fortalesa, tant per l'emplaçament com per l'aparell constructiu. Es tractaria però d'una construcció marginal amb la funció de recobrir la base rocosa sobre la qual s'edificà la fortalesa. La datació es fa difícil però, com a hipòtesi de treball, es podria situar al voltant del segle xiii. L'evolució de l'edifici del castell estigué en funció de les necessitats dels ocupants, les quals van culminar amb la construcció d'un nou casal més funcional a partir del segle xvi, uns metres més a l'est després de passar l'arc del castell.

## Vila closa
La població de Granyanella es protegia formant una vila closa, és a dir, una accés tancat que donava al carrer principal, al qual s'obrien les cases que tenien un mur comunitari per la part posterior. D'aquesta estructura defensiva es conserva el portal de la Bassa, que s'obre al sud i és l'accés, encara avui, per pujar a la població. Es tracta d'una porta adovellada molt modificada per la construcció al damunt d'una casa i l'obertura d'un balcó a la part superior. L'arc del portal és fet de dovelles grans i no deu ser anterior al segle xiv. Per la part posterior, trobem un altre arc de mig punt de les mateixes característiques, tot i que molt modificat al llarg del temps. L'origen de la vila closa cal situar-lo unes dècades abans.